# Prințesa Pauline de Saxa-Weimar-Eisenach
Prințesa Pauline de Saxa-Weimar-Eisenach (Pauline Ida Marie Olga Henriette Katherine; 25 iulie 1852, Stuttgart – 17 mai 1904, Orte) a fost soția lui Karl Augustus, Mare Duce Ereditar de Saxa-Weimar-Eisenach.
A fost fiica Prințului Hermann de Saxa-Weimar-Eisenach și a Prințesei Augusta de Württemberg.

## Mare Ducesă Ereditară
La 26 august 1873 la Friedrichshafen, Baden-Württemburg, Pauline s-a căsătorit cu Karl Augustus, Mare Duce Ereditar de Saxa-Weimar-Eisenach. Ei erau verișori de gradul doi, ea fiind nepoata pe linie paternă a Prințului Bernhard, fratele mai mic al lui Karl Friedrich, Mare Duce de Saxa-Weimar-Eisenach - bunicul lui Karl Augustus.
Pauline și Karl Augustus au avut doi fii:
| Nume | Naștere                    | Deces                          | Note |
| --- | -------------------------- | ------------------------------ | --- |
| Wilhelm Ernst Karl Alexander Friedrich Heinrich Bernhard Albert Georg Hermann, Mare Duce de Saxa-Weimar-Eisenach | n. Weimar, 10 iunie 1876   | d. Heinrichau, 24 aprilie 1923 | căsătorit prima dată cu Prințesa Caroline Reuss de Greiz (fără copii) și a doua oară cu Prințesa Feodora de Saxa-Meiningen (au avut copii). |
| Prințul Bernhard Karl Alexander Hermann Heinrich Wilhelm Oscar Friedrich Franz Peter                             | n. Weimar, 18 aprilie 1878 | d. Weimar, 1 octombrie 1900    | a murit necăsătorit la vârsta de 22 de ani.                                                                                                 |

Karl Augustus a murit la 22 noiembrie 1894 de o inflamație a plămânilor, la vârsta de 50 de ani. El nu a devenit niciodată Mare Duce de Saxa-Weimar-Eisenach. Fiu lor cel mare, Wilhelm Ernest, a succedat ca Mare Duce.

## Văduvie
În ultimii ani, Pauline a petrecut mult timp în Italia, și a fost un frecvent vizitator al curții italiene. Au fost zvonuri potrivit cărăra a intrat într-o căsătorie morganatică cu șambelanul ei. Această căsătorie nu apare în Almanahul de la Gotha și nu a fost aprobată de fiul ei, Marele Duce. Prin urmare, căsătoria nu a fost sancționată de guvernul Saxa-Weimar.
Deși în timpul văduviei a trăit mult timp departe de curtea Saxa-Weimar, Pauline "a contribuit chiar și de la distanță pentru a crea dificultăți poziției nurorii sale, făcând astfel extrem de dificili primele luni ale mariajului." A fost descrisă ca fiind "extraordinar de grasă, și una dintre cele mai simple prințese ale Germaniei,  simplitate ei fiind de ordinul arțăgos și acru, mai degrabă decât de o natură genială". 
La 17 mai 1904, Pauline a murit brusc de boli de inimă în timp ce era pe drum de la Roma la Florența. Corpul ei a fost dus la Florența.